# 夏亞 (夏亞郡)
夏亞，是肯尼亞的城鎮，位於該國西南部，由尼揚扎省負責管轄，是夏亞郡的首府，處於基蘇木西北面74公里，海拔高度1,224米，1999年人口41,174。